# Алеесами, Хайтам
Ха́йтам Алееса́ми (норв. Haitam Aleesami; род. 31 июля 1991, Осло[…]) — норвежский футболист, защитник. Выступал за сборную Норвегии.

## Клубная карьера
Воспитанник клуба «Шейд». В 2010 году дебютировал за основную команду во втором дивизионе, а через год был удостоен звания «Лучшего молодого игрока года во второй лиге». Летом 2012 года перешёл в «Фредрикстад». 5 августа в матче против «Тромсё» дебютировал в чемпионате Норвегии. В первом же сезоне клуб вылетел из элиты. 8 апреля 2013 года в поединке против «Хёдда» Алеесами дебютировал в первом дивизионе Норвегии. В этом же матче забил свой первый гол за «Фредрикстад».
В начале 2015 года Алеесами перешёл в шведский «Гётеборг». 5 апреля в матче против «Отвидаберга» дебютировал в чемпионате Швеции. 16 августа в поединке против «Хеккена» забил свой первый гол за «Гётеборг». В том же году он помог клубу выиграть Кубок Швеции.
Летом 2016 года Алеесами перешёл в итальянский «Палермо». 21 августа в матче против «Сассуоло» дебютировал в чемпионате Италии.
17 октября 2020 года подписал контракт с «Ростовом» до конца сезона с возможностью продления.

## Карьера в сборной
19 октября 2015 года в отборочном матче чемпионата Европы 2016 против сборной Мальты Алеесами дебютировал за сборную Норвегии.

## Статистика

### Матчи Алеесами за сборную Норвегии
| Матчи Алеесами за сборную Норвегии | Матчи Алеесами за сборную Норвегии | Матчи Алеесами за сборную Норвегии | Матчи Алеесами за сборную Норвегии | Матчи Алеесами за сборную Норвегии | Матчи Алеесами за сборную Норвегии |
| ---------------------------------- | ---------------------------------- | ---------------------------------- | ---------------------------------- | ---------------------------------- | ---------------------------------- |
| №                                  | Дата                               | Соперник                           | Счёт                               | Голы Алеесами                      | Соревнование                       |
| 1                                  | 10 октября 2015                    | Мальта                             | 2:0                                | —                                  | Чемпионат Европы 2016 (отбор)      |
| 2                                  | 13 октября 2015                    | Италия                             | 1:2                                | —                                  | Чемпионат Европы 2016 (отбор)      |
| 3                                  | 15 ноября 2015                     | Венгрия                            | 1:2                                | —                                  | Чемпионат Европы 2016 (отбор)      |
| 4                                  | 24 марта 2016                      | Эстония                            | 0:0                                | —                                  | Товарищеский матч                  |
| 5                                  | 29 марта 2016                      | Финляндия                          | 2:0                                | —                                  | Товарищеский матч                  |
| 6                                  | 1 июня 2016                        | Исландия                           | 3:2                                | —                                  | Товарищеский матч                  |
| 7                                  | 5 июня 2016                        | Бельгия                            | 2:3                                | —                                  | Товарищеский матч                  |
| 8                                  | 31 августа 2016                    | Беларусь                           | 0:1                                | —                                  | Товарищеский матч                  |
| 9                                  | 4 сентября 2016                    | Германия                           | 0:3                                | —                                  | Чемпионат мира 2018 (отбор)        |
| 10                                 | 8 октября 2016                     | Азербайджан                        | 0:1                                | —                                  | Чемпионат мира 2018 (отбор)        |
| 11                                 | 11 октября 2016                    | Сан-Марино                         | 4:1                                | —                                  | Чемпионат мира 2018 (отбор)        |
| 12                                 | 11 ноября 2016                     | Чехия                              | 1:2                                | —                                  | Чемпионат мира 2018 (отбор)        |
| 13                                 | 10 июня 2017                       | Чехия                              | 1:1                                | —                                  | Чемпионат мира 2018 (отбор)        |
| 14                                 | 13 июня 2017                       | Швеция                             | 1:1                                | —                                  | Товарищеский матч                  |
| 15                                 | 1 сентября 2017                    | Азербайджан                        | 2:0                                | —                                  | Чемпионат мира 2018 (отбор)        |
| 16                                 | 4 сентября 2017                    | Германия                           | 0:6                                | —                                  | Чемпионат мира 2018 (отбор)        |
| 17                                 | 13 октября 2018                    | Словения                           | 1:0                                | —                                  | Лига наций УЕФА 2018/2019          |
| 18                                 | 16 октября 2018                    | Болгария                           | 1:0                                | —                                  | Лига наций УЕФА 2018/2019          |
| 19                                 | 16 ноября 2018                     | Словения                           | 1:1                                | —                                  | Лига наций УЕФА 2018/2019          |
| 20                                 | 23 марта 2019                      | Испания                            | 1:2                                | —                                  | Чемпионат Европы 2020 (отбор)      |
| 21                                 | 26 марта 2019                      | Швеция                             | 3:3                                | —                                  | Чемпионат Европы 2020 (отбор)      |
| 22                                 | 7 июня 2019                        | Румыния                            | 2:2                                | —                                  | Чемпионат Европы 2020 (отбор)      |
| 23                                 | 10 июня 2019                       | Фарерские острова                  | 2:0                                | —                                  | Чемпионат Европы 2020 (отбор)      |
| 24                                 | 5 сентября 2019                    | Мальта                             | 2:0                                | —                                  | Чемпионат Европы 2020 (отбор)      |
| 25                                 | 8 сентября 2019                    | Швеция                             | 1:1                                | —                                  | Чемпионат Европы 2020 (отбор)      |
| 26                                 | 12 октября 2019                    | Испания                            | 1:1                                | —                                  | Чемпионат Европы 2020 (отбор)      |
| 27                                 | 15 октября 2019                    | Румыния                            | 1:1                                | —                                  | Чемпионат Европы 2020 (отбор)      |
| 28                                 | 15 ноября 2019                     | Фарерские острова                  | 4:0                                | —                                  | Чемпионат Европы 2020 (отбор)      |
| 29                                 | 4 сентября 2020                    | Австрия                            | 1:2                                | —                                  | Лига наций УЕФА 2020/2021          |
| 30                                 | 7 сентября 2020                    | Северная Ирландия                  | 5:1                                | —                                  | Лига наций УЕФА 2020/2021          |
| 31                                 | 8 октября 2020                     | Сербия                             | 1:2                                | —                                  | Чемпионат Европы 2020 (отбор)      |

Итого: 31 матч / 0 голов; 11 побед, 9 ничьих, 11 поражений.

## Достижения
«Гётеборг»
- Обладатель Кубка Швеции — 2014/2015

«Аполлон» (Лимасол)
- Победитель чемпионата Кипра — 2021/2022